# 普拉纳结构

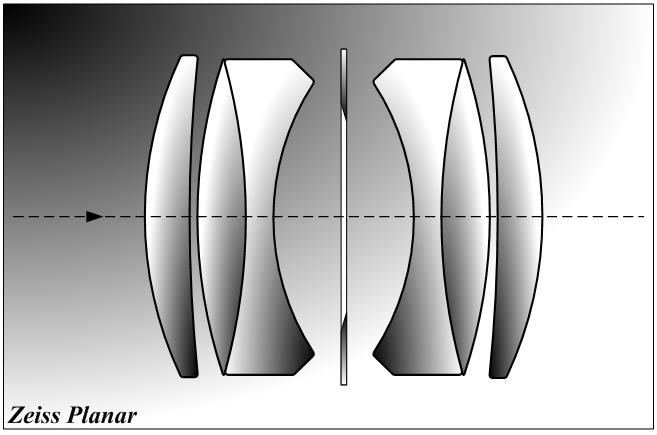
普拉纳结构

普拉纳结构（planar）是一種鏡頭的結構，由保罗·儒道夫博士于1896年在蔡司公司设计。普拉纳结构实际上是一种改良的双高斯结构，它為日後的大光圈雙高斯設計開啟先河、提供无像散的像场且能对球面像差做高度矫正的设计。

## 起源
1896年，蔡司公司的保罗·鲁道夫博士通过将对称双高斯结构中的新月形负镜加厚，并且将加厚的负镜分为两块独立的薄型负镜再组合，由原先的4组4片镜片变为4组6片镜片，从而设计出了普拉纳结构，有效的改善了之前的双高斯结构镜头的色散问题。

## 发展
原始的普拉纳因为結構的限制，使光圈侷限在f/4.0左右；並且因為是完全對稱設計，所以對遠景的成像表現不佳，因而此一結構并未受到重视，多半使用在近距離等倍攝影用途。1920年英國光學設計師霍斯·威廉·李（Horce William Lee）運用20世紀初新的不完全對稱理念，修改普拉納結構成為f/2.0大光圈的Opic結構，之後又歷經許多次改良，光圈逐漸提升至f/1.4以上，開創出現代雙高斯型大光圈鏡。
另一方面，蔡司本身也在1927年將普拉納結構修改為不完全對稱的Biotar結構，一舉將光圈提升至f/1.4，並逐步運用在電影攝影等用途。二戰後重建的西德蔡司，才又重拾普拉納作為雙高斯結構的稱呼；而東德蔡司（VEB Carl Zeiss Jena），則繼續沿用Biotar作為四群六片結構的稱呼。

## 代表镜头
|  |  |

Carl Zeiss Jena Planar Series 1A：1897年起生產的最早期普拉納設計，光圈為f/3.8~4.5。
Carl Zeiss Jena Planar Series III：20世紀初至二戰期間所生產等倍攝影鏡頭，光圈為f/4.5。
Carl Zeiss Planar 80mm/2.8：1953年西德蔡司重拾普拉納名稱所生產，搭配於Rolleiflex 2.8系列的鏡頭，採用4群5片設計。
Contarex Carl Zeiss Planar 55mm/1.4:1959年為Contarex單反相機設計的標準鏡頭，採用5群7片設計。
Carl Zeiss Planar 50/0.7：蔡司公司于1966年为美国国家航空航天局（NASA）专门设计的镜头，它搭载在阿波罗计划中的绕月探测卫星上用于拍摄月球背面的地形和地貌。
Contax Carl Zeiss Planar T* 50/1.4：用于康泰时單反相机的普拉纳结构标准镜头，采用了6群7片镜片的设计。
Carl Zeiss Planar T* 55/1.2：蔡司公司于1996年为了纪念普拉纳结构出现100周年而推出的纪念版镜头。
Carl Zeiss Planar T* 50/1.4：蔡司公司与日本确善能（Cosina）公司合作推出的单反镜头，分别有ZF、ZF2、ZE、ZK、ZS等接口，分别对应尼康卡口、尼康带电子触点卡口、佳能EOS卡口、宾得卡口、索尼ɑ卡口，镜头为日本制造。